# Erich Leinsdorf
Erich Leinsdorf, Erich J. Landauer (4. února 1912 Vídeň, Rakousko – 11. září 1993 Curych, Švýcarsko) byl americký dirigent rakouského původu.

## Život
Narodil se ve vídeňské židovské rodině jako Erich J. Landauer. Studoval hru na klavír a violoncello a dirigování na Mozarteu v Salcburku a na Vídeňské univerzitě. V letech 1934–1937 byl asistentem dirigentů Bruno Waltera a Arturo Toscaniniho na Salcburském festivalu. V roce 1937 odjel do Spojených států amerických, kde působil jako asistent dirigenta v Metropolitní opeře. V březnu 1938 nacistické Německo provedlo Anschluss Rakouska. Díky pomoci poslance Lyndona B. Johnsona mohl zůstat ve Spojených státech a v roce 1942 získal americké občanství.
Působil jako dirigent a hudební ředitel u předních orchestrů:
- 1939–1942, 1957–1962 Metropolitní opera;[2] zde debutoval 21. ledna 1938 s Wagnerovou operou Valkýra.[3] V sezóně 1939–1940 byl po smrti Artura Bodanzkého jmenován hlavním dirigentem pro německý repertoár (principal conductor of the German repertory)
- 1943–1946 Cleveland Orchestra
- 1947–1955 Rochester Philharmonic Orchestra
- 1962–1969 Boston Symphony Orchestra

Od roku 1969 nepřijal žádné trvalé angažmá a vystupoval jako hostující dirigent.

## Erich Leinsdorf a Česká republika

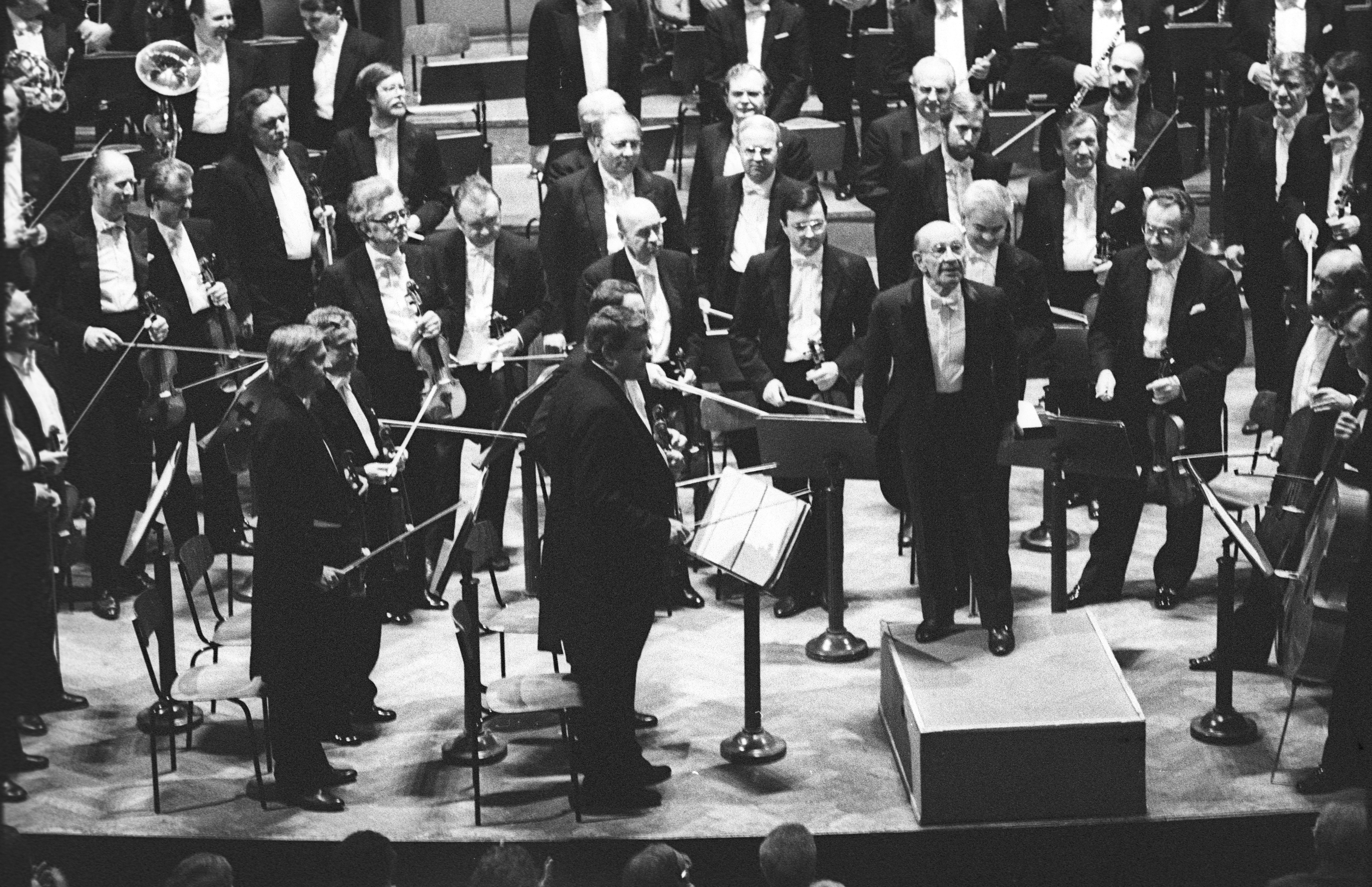
Erich Leinsdorf řídí Českou filharmonii, 23. června 1988

Erich Leinsdorf vystoupil v Československu v roce 1988.
- 30. květen 1988 řídil Českou filharmonii na koncertu v rámci festivalu Pražské jaro 1988 s programem:
  - Bohuslav Martinů: Symfonie č. 6 (symfonická fantazie)
  - Johann Sebastian Bach - Anton Webern: Ricercare
  - Johannes Brahms: Symfonie č. 3 F dur, op. 90
- 23. a 24. června 1988 dirigoval závěrečný koncert cyklu C-D České filharmonie. Na programu:
  - Wolfgang Amadeus Mozart: Symfonie č. 29 A dur (K. 201)
  - Paul Hindemith: Symfonické metamorfózy na témata C. M. Webera
  - Sergej Prokofjev: Romeo a Julie, 2. suita, op. 64 (výběr)
  - Maurice Ravel: La Valse : choreografická báseň pro orchestr[4]

## Nahrávky
- 1957 Giacomo Puccini: Madam Butterfly, Orchestr a sbor opery v Římě, Madam Butterfly - Čo-Čo-San (Anna Moffo), B. F. Pinkerton, kapitán US Navy (Cesare Valletti), Sharpless, konzul USA v Nagasaki (Renato Cesari), Suzuki (Rosalind Elias), Goro, dohazovač (Mario Carlin), Bonzo, strýc Čo-Čo-San (Fernando Corena), Princ Jamadori (Nestore Catalani)
- 1970 Giuseppe Verdi: Aida, hlavní role: Leontyne Price, Plácido Domingo, Sherrill Milnes, Grace Bumbry, Ruggero Raimondi, Hans Sotin, dirigent: Erich Leinsdorf, London Symphony Orchestra, sbor John Alldis Choir, vydavatelství RCA Records[5]